# Rue du Chalet (Saint-Josse-ten-Noode)
Pour les articles homonymes, voir Rue du Chalet.
La rue du Chalet (en néerlandais : Chaletstraat) est une rue bruxelloise de la commune de Saint-Josse-ten-Noode qui va de la rue Potagère à la rue de la Commune.
La numérotation des habitations va de 1 à 13 pour le côté impair et de 2 à 26 pour le côté pair.